# 托坎廷斯州圣米格尔
托坎廷斯州圣米格尔（葡萄牙語：São Miguel do Tocantins）是巴西托坎廷斯州的一个市镇。总面积398.817平方公里，总人口10221人，人口密度25.6人/平方公里。